# Eustaquio de Echave-Sustaeta
Eustaquio de Echave-Sustaeta y Pedroso (Haro, 11 de junio de 1872-Elciego, 4 de febrero de 1952) fue un periodista y político carlista español.

## Biografía
Nació en Haro (Logroño), hijo de Eustaquio Vicente de Echave-Sustaeta Gaviola, natural de Motrico, y de Segunda Pedroso Corral. Posteriormente la familia se trasladó a Elciego (Álava), donde pasó su infancia. Estudió Derecho en la Universidad de Zaragoza, licenciándose en 1894. 
Inició su labor periodística mientras estudiaba en Zaragoza, donde en 1892 fundó, junto con otros dos estudiantes carlistas, el periódico tradicionalista El Aragonés.
Más adelante fue director del semanario carlista de Bilbao Chapel-Zuri (1894-1897). También fue redactor de El Basco, desde el que en 1897 (tras la publicación del acta de Loredán), sostuvo una polémica periodística con Sabino Arana, que se oponía a la interpretación defendida por Echave-Sustaeta sobre los Fueros y los orígenes de la primera guerra carlista.
Posteriormente se trasladó a Pamplona, donde en 1897 fue el primer director del diario El Pensamiento Navarro. Fue detenido en 1900 debido a la intentona carlista de ese año, junto con otras figuras destacadas del carlismo navarro.

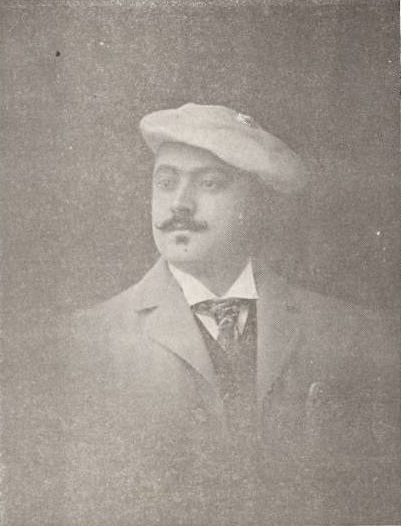
Eustaquio de Echave-Sustaeta (1908)

En 1905 fue concejal del Ayuntamiento de Pamplona. Parte de sus artículos publicados en El Pensamiento Navarro dieron contenido a un libro titulado El Partido Carlista y los Fueros. En 1917, después de veinte años, abandonó la dirección de El Pensamiento Navarro, siendo sustituido por Jesús Etayo Zalduendo. Se trasladó a Estella, donde ejerció de abogado.
Durante la Segunda República fue miembro del Consejo de Cultura de la Comunión Tradicionalista presidido por Víctor Pradera.
En 1936, después del Alzamiento Nacional, fue presidente de la Junta Carlista de Guerra de Álava. Entre mayo y octubre de 1937 fue jefe de Falange Española Tradicionlista en la provincia de Álava. Entre agosto de 1937 y marzo de 1938 presidió la Diputación de Álava, logrando que el general Franco no anulase el concierto económico de la provincia, como sucedió con Vizcaya y Guipúzcoa.
En 1902 se casó con Victoria Sáenz de Navarrete Ramírez. Fue caballero de la Orden de la Legitimidad Proscrita.

## Pensamiento fuerista
Además de defender la religión católica y la monarquía tradicional, teorizó la dimensión fuerista del carlismo en respuesta «a las críticas que le formulan los fueristas de origen liberal y el nacionalismo vasco -mantuvo una larga polémica en prensa con Sabino Arana-», ya que «desde estas tendencias se calificaba al carlismo de falso fuerismo, de defender los fueros (...) por simple oportunismo» con la finalidad de disputarle su base social. Echave-Sustaeta rechazaba el nacionalismo vasco por separatista, y al fuerismo liberal por su identificación con la Ley Paccionada de 1841. En 1915 publicó un libro titulado El Partido Carlista y los Fueros, en el cual recopilaba diversos artículos publicados durante 1911 en el diario con motivo de una disputa doctrinal con el periódico nacionalista Napartarra. En esta obra explicaba la trayectoria histórica del partido en defensa de la plena reintegración foral en el marco de una monarquía federal, para lo cual reproducía diversos fragmentos de la prensa carlista durante la tercera guerra de 1872-1876:

«Los Fueros, en el sentido legítimo de la palabra son la tradición misma, como lo es nuestra Bandera; por eso escribimos en ella al lado de las palabras Dios, Patria, Rey, la de Fueros (...) Una ley del año 39 y otra ley del año 41, ambas con evidentes vicios de nulidad ante nuestra propia legislación, que nadie había derogado ni nadie más que el Reino mismo en pacto con el Rey podía derogar ó variar, fijaron su suerte, la infausta suerte de este altivo y noble suelo, que se vió entregado en trance tan crítico á unos pocos, muy pocos mandarines liberales, que supieron conceder sin conciencia ni patriotismo, cuanto en Madrid se les exigía, pero no supieron refrenar sus ambiciones, ni siquiera con la prudencia de ocultar al pueblo mismo á quien acababa de vender, las pingües recompensas obtenidas en tal empresa. Hízose empero la ley ó el pacto del 41: Navarra no concurrió á él (...) Consumada en 1841 la obra antiforal, pues la ley llamada de modificación es el verdadero epitafio de los Fueros escrito por los mismos que los sacrificaron á su sed de constitucionalismo, quedó reducida á la condición del vencido»

Echave-Sustaeta era también un defensor del Laurak bat y de la hermandad entre las cuatro provincias de lo que solía denominar como «país vasco-navarro», expresión habitual en la época. El pensamiento fuerista y federalista de Echave-Sustaeta lo llevó no obstante a oponerse a la colaboración política con los separatistas, afirmando que «el Carlismo es incompatible con toda tendencia separatista, y, por lo tanto, es herético el ayudar políticamente desde nuestras filas a toda orientación que vaya a separar ninguna región del resto de España, pues ésta es una Federación bajo la Monarquía legitimista».

## Obras
- El Partido Carlista y los Fueros (1915)